# ヨーロッパにおける勢力均衡
ヨーロッパにおける勢力均衡（ヨーロッパにおけるせいりょくきんこう）は、ヨーロッパのおいて絶対的な力（覇権）を持つ大国の出現を状態を同盟の構築を通じて阻止する事を意味する。この記事では、勢力均衡の起源と考えられている主権国家体制の成立、ナポレオン戦争後のウィーン会議に基づくヨーロッパ協調（Concert of Europe）からビスマルク体制、第1次世界大戦の起源と戦間期のヴェルサイユ体制とその帰結、第2次世界大戦と冷戦期の国際政治、さらにヨーロッパ連合のとその展望に関して概観する。

## 歴史

### 16世紀-18世紀
16世紀と17世紀の間、イングランドの外交政策はヨーロッパにおける一つの世界君主制を作ることを阻止することであった。当時、多くの国がフランスとスペインは世界君主制の国に成り得ると考えていた。勢力均衡を維持するために、イングランドはポルトガル、オスマン帝国、オランダなどの他国と同盟を結び、脅威に対抗した。例えばアウクスブルク同盟はルイ14世とルイ15世のフランスに対抗することが目的であった。イングランドとオランダはしばしば、ヨーロッパの同盟国の軍資金を援助した。
18世紀は主要なヨーロッパの列強間でカドリーユが演じられていた。この演者となった列強はオーストリア、プロイセン、イギリス（グレートブリテン王国）、フランスであり、外交革命以来一つの国家、あるいは一つの同盟が覇権を確立することを幾度も防いだ。この時代に多くの戦いが生じたが、これらの戦いは少なくとも部分的には勢力均衡の維持を目的としていた。この時代に起きた戦いはスペイン継承戦争、オーストリア継承戦争、七年戦争、バイエルン継承戦争、フランス革命戦争、ナポレオン戦争が挙げられる。イギリスの七年戦争での成功により、多くの列強はフランス以上にイギリスが強大な国力を持つと考え始めた。いくつかの国がアメリカ独立戦争中、イギリスの国力増大を防ごうと英領アメリカの13植民地の独立を保障した。

### 19世紀
19世紀の間、平和を持続させるためにウィーン体制は勢力均衡の維持に努めた。領土の国境線はウィーン体制によって維持され、より重要なこととしてあらゆる侵略は認められなかった。一方、歴史家のロイ・ブリッジによれば、ウィーン体制は1823年には崩壊していた。1818年、イギリスは自国に直接影響しない大陸の事案について、関わらないことを決めた。イギリスは、アレクサンドル1世による将来の革命を抑圧する計画を拒絶した。ウィーン体制は列強の共通の目的である政治的、経済的な競争の激化に伴い、崩壊した。アルツは、ヴェローナ会議によってウィーン体制は終わったと述べている。1848年革命によって、ウィーン体制において決められた国境線の見直しを要求されたが、この間に旧体制への反動のための会議は開催されなかった。
1850年以前、イギリスとフランスがドイツを支配していたが、1850年代のプロイセンとロシアの強大化を非常に懸念するようになった。1854年から1855年に行われたクリミア戦争と、第2次イタリア独立戦争によって、ヨーロッパの列強間の関係は粉砕された。
1870年にドイツ帝国が成立して大陸の支配的な国家となり、ヨーロッパ間の勢力均衡は再構築された。そこから20年の間、ビスマルクによる条約の提案と三国同盟のような複雑な同盟関係の構築により、勢力均衡が維持された。

### 世界大戦後
1890年代にビスマルクが首相を辞職した後、ドイツ帝国は外交政策を拡大政策へと変更させ、新たに第一次世界大戦の引き金となる脆弱な同盟を形成した。第一次世界大戦後の主要な条約であるヴェルサイユ条約の基本方針により、当時の外交政策を支配していた勢力均衡は廃止され、国際連盟に取り替えられた。
1920年代と1930年代に3つの思想によってヨーロッパは分断され、国際情勢は混迷した。イギリス、フランスが率いる自由民主主義国家、ソビエト連邦率いる共産主義国家、ドイツ、イタリアが率いる権威主義国家の3つである。民主主義国家がナチス・ドイツの台頭を防ぐことが出来ず、第二次世界大戦が勃発することになり、一時的にイギリスとソ連が同盟を結ぶことになった。イギリスは1939年のソ連によるポーランド侵攻を責めることなく、ドイツに宣戦布告した。ドイツのソビエト侵攻後、イギリスはソ連の側についた。

### 冷戦期
第二次世界大戦後、連合国は2つの陣営に分かれて、東西の陣営での勢力均衡が生じた。東側諸国はソビエト連邦と中欧、東欧の社会主義国家により構成されており、西側諸国はアメリカ、イギリス、フランスとアイルランド、スウェーデン、スイス、ユーゴスラビアを含む中立国によって構成されていた。ヨーロッパの民主主義国家の大半はアメリカ、カナダと北大西洋条約機構を結んだ。北大西洋条約機構は今日も続いており、他のヨーロッパ諸国にまで拡大している。最初の北大西洋条約機構事務総長であるイスメイ卿はこの組織の重要な目標について、ロシアを排除し、アメリカが介入し、ドイツを沈めることであると述べている。

### 冷戦後

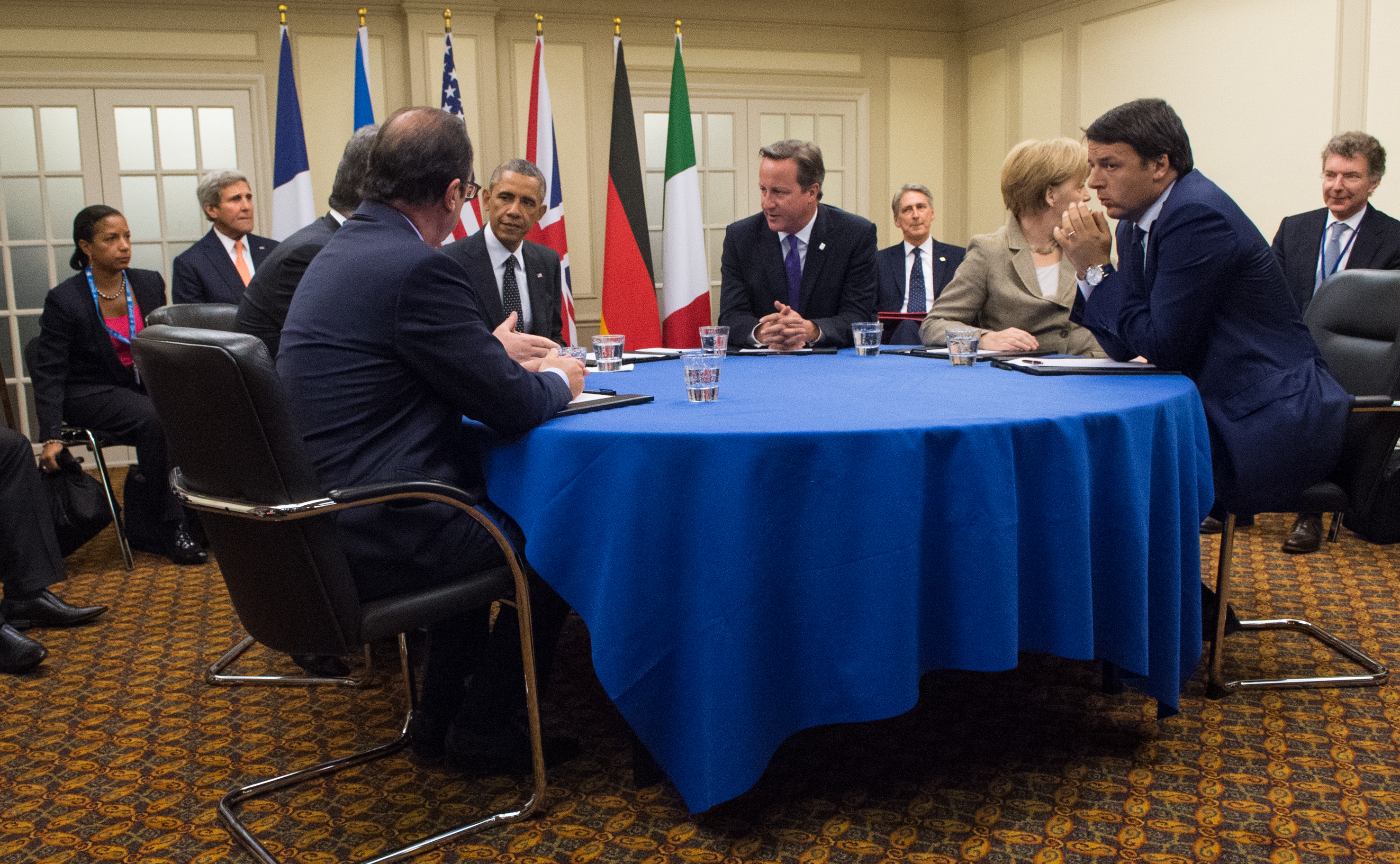
NATOの5カ国の指導者とペトロ・オレクシーヨヴィチ・ポロシェンコがウクライナ問題を議論している様子。

20世紀後半からEUの4つの大国であるイギリス、フランス、イタリア、ドイツはEUのビッグ4と言及される。ヨーロッパの地域大国とEUの構成国はそれぞれG7、G8、G20を代表している。NATO5カ国はアメリカとビッグ4によって構成される。
G4は特に4カ国の指導者層の会談にて用いられる。さらにイランの核開発問題の中G-3はしばしばフランス、イギリス、ドイツの外務大臣の集まりのことを示した。一方ポーランドとスペインの内務大臣を含んだ集まりはG6として知られる。ヨーロッパ最大の経済力を持つドイツは2010年欧州ソブリン危機の際には、しばしばEUの経済的リーダーと見なされた。一方国連の安全保障理事会であるフランスとイギリスは2011年のリビア飛行禁止空域のようにイタリアが実際の攻撃を行うことになったとしても外交、安全保障の問題においては、主導的な立場にあった。これらのバランスは、2016年のブレグジット以降どのように変化するかはまだ分からない。
しかし、西欧とロシアの戦略的バランスが拡大し、ソ連の崩壊以降2つの勢力の国境線は東に大きく押され、かつての中欧の共産国はEUとNATOに加入している。